# Saint-Cyr-de-Favières
Pour les articles homonymes, voir Saint-Cyr.

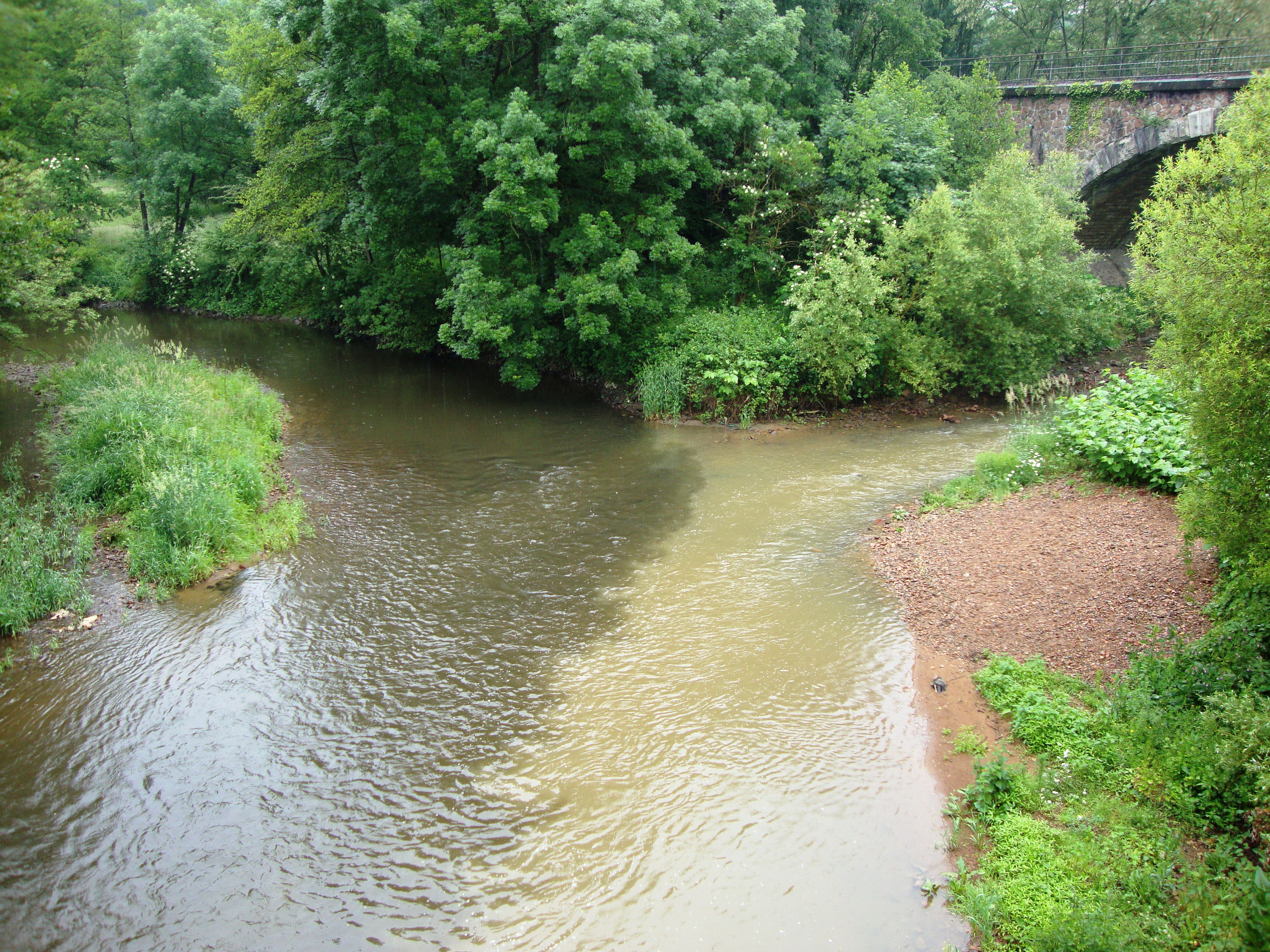
La confluence du Rhins (l) et du Gand (r) à l'Hôpital-sur-Rhins.

Saint-Cyr-de-Favières est une commune française située dans le département de la Loire en région Auvergne-Rhône-Alpes.

## Géographie
La commune est composée d'un ensemble de bourgs :
- Saint-Cyr-de-Favières (village central) ;
- Favières ;
- L'Hôpital-sur-Rhins ;
- La Creuse ;
- Verbeau.

Saint-Cyr-de-Favières est située à 9 kilomètres au sud de Roanne et à 3 kilomètres à l'ouest de la sortie 70 de la RN 7 (future autoroute A77 reliant Paris à Saint-Étienne).
Le bourg de Saint-Cyr-de-Favières est un village champêtre légèrement perché au-dessus d'un paysage accidenté et verdoyant qui dispose de plusieurs vues sur la plaine de Roanne.
Le hameau de l'Hôpital-sur-Rhins est situé à 10 kilomètres au sud de Roanne, au niveau de la sortie 70 de la RN 7 (future A77) à la confluence des rivières du Gand et du Rhins. On y trouve une chapelle et une ancienne gare (passage de la voie ferrée reliant Lyon à Roanne).

### Climat
Pour des articles plus généraux, voir Climat d'Auvergne-Rhône-Alpes et Climat de la Loire.
En 2010, le climat de la commune est de type climat des marges montargnardes, selon une étude du Centre national de la recherche scientifique s'appuyant sur une série de données couvrant la période 1971-2000. En 2020, Météo-France publie une typologie des climats de la France métropolitaine dans laquelle la commune est exposée à un climat de montagne ou de marges de montagne et est dans la région climatique Nord-est du Massif Central, caractérisée par une pluviométrie annuelle de 800 à 1 200 mm, bien répartie dans l’année.
Pour la période 1971-2000, la température annuelle moyenne est de 10,2 °C, avec une amplitude thermique annuelle de 16,4 °C. Le cumul annuel moyen de précipitations est de 830 mm, avec 9,8 jours de précipitations en janvier et 7,3 jours en juillet. Pour la période 1991-2020, la température moyenne annuelle observée sur la station météorologique de Météo-France la plus proche, « Riorges - Man », sur la commune de Riorges à 9 km à vol d'oiseau, est de 12,3 °C et le cumul annuel moyen de précipitations est de 711,4 mm,. Pour l'avenir, les paramètres climatiques de la commune estimés pour 2050 selon différents scénarios d'émission de gaz à effet de serre sont consultables sur un site dédié publié par Météo-France en novembre 2022.

## Urbanisme

### Typologie
Au 1er janvier 2024, Saint-Cyr-de-Favières est catégorisée commune rurale à habitat dispersé, selon la nouvelle grille communale de densité à sept niveaux définie par l'Insee en 2022.
Elle est située hors unité urbaine. Par ailleurs la commune fait partie de l'aire d'attraction de Roanne, dont elle est une commune de la couronne,. Cette aire, qui regroupe 88 communes, est catégorisée dans les aires de 50 000 à moins de 200 000 habitants,.

### Occupation des sols
L'occupation des sols de la commune, telle qu'elle ressort de la base de données européenne d’occupation biophysique des sols Corine Land Cover (CLC), est marquée par l'importance des territoires agricoles (75,3 % en 2018), en diminution par rapport à 1990 (78,7 %). La répartition détaillée en 2018 est la suivante : 
prairies (62,7 %), forêts (16,3 %), zones agricoles hétérogènes (12,5 %), zones urbanisées (7,7 %), zones industrielles ou commerciales et réseaux de communication (0,8 %). L'évolution de l’occupation des sols de la commune et de ses infrastructures peut être observée sur les différentes représentations cartographiques du territoire : la carte de Cassini (XVIIIe siècle), la carte d'état-major (1820-1866) et les cartes ou photos aériennes de l'IGN pour la période actuelle (1950 à aujourd'hui).

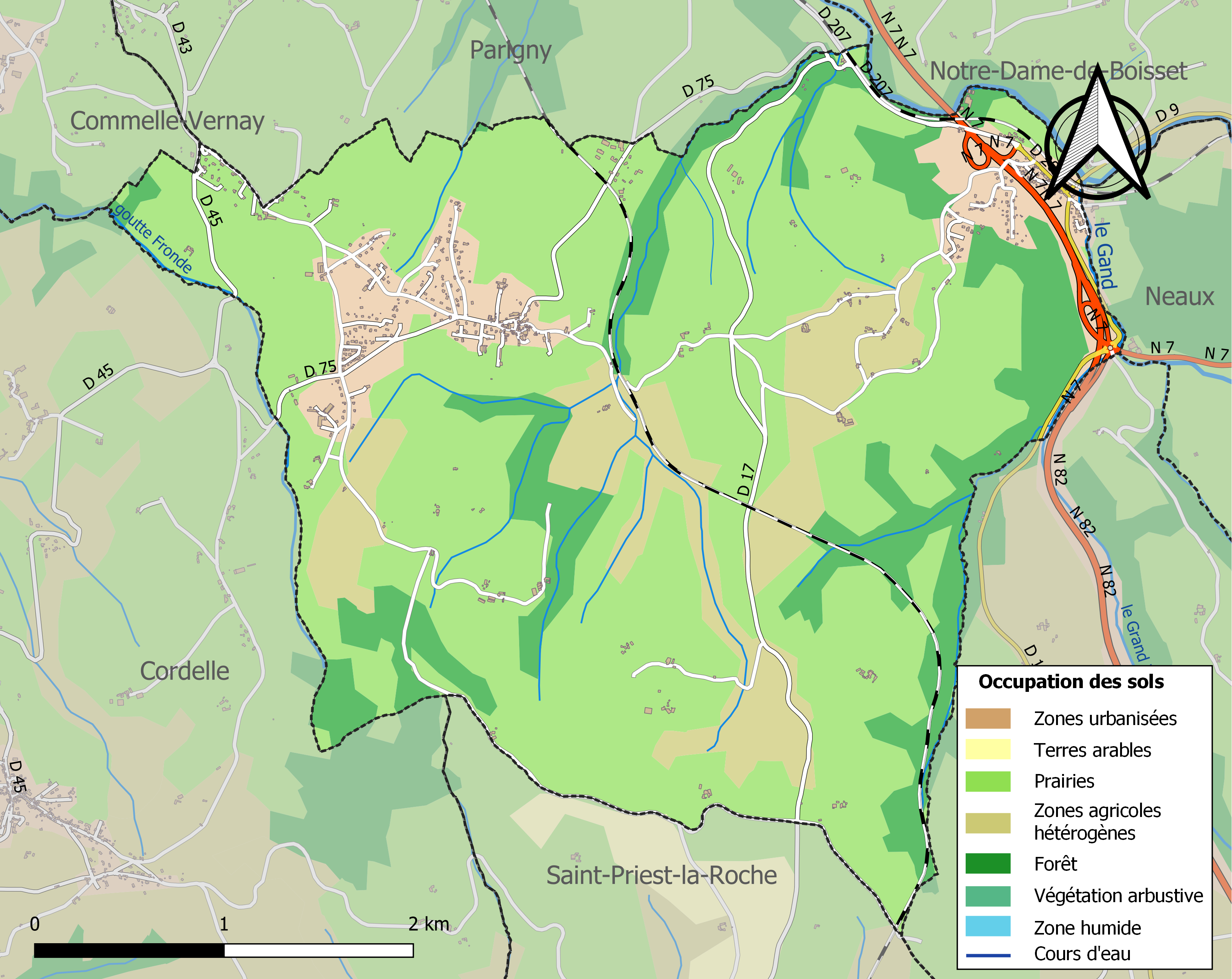
Carte des infrastructures et de l'occupation des sols de la commune en 2018 (CLC).

## Histoire

### Étymologie et origines
"Favières" ainsi que "L'Hôpital" paraissent tirer leur dénomination d'une ancienne "hôtellerie" établie sur la voie romaine allant de Lugdunum (Lyon) à Augustodunum (Autun), près d'une villa gallo-romaine dont on ignore aujourd'hui le nom.
Le nom de "Saint-Cyr" provient de Saint Cyr et de sa mère Sainte Julitte, saints chrétiens du IVe siècle, honorés dans l'église paroissiale qui porte leurs noms.

### Moyen Âge
Dès le Xe siècle, église dépendant de l'abbaye d'Ainay. Hôpital et maison forte au XIVe siècle.

## Blasonnement
|  | Les armoiries de Saint-Cyr-de-Favières se blasonnent ainsi : D’or à l’aigle bicéphale de gueules ; au chef de gueules chargé d’une burelle ondée d’or. Blason inspiré des familles Cucurieux et Roncheval. L'aigle est devenue bicéphale symbolisant l'union des deux bourgs. |

## Politique et administration
| Période                                  | Période | Identité          | Étiquette | Qualité |
| ---------------------------------------- | ------- | ----------------- | --------- | ------- |
| Les données manquantes sont à compléter. |         |                   |           |         |
| 1919                                     | 1944    | Henri Rabourdin   |           |         |
| 1944                                     | 1945    | Jean Beaujeu      |           |         |
| 1945                                     | 1947    | Lucien Jacquetton |           |         |
| 1947                                     | 1950    | François Metton   |           |         |
| 1950                                     | 1963    | Raoul Leydier     |           |         |
| 1963                                     | 1965    | Abel Dumont       |           |         |
| 1965                                     | 1977    | Joannes Chaumette |           |         |
| 1977                                     | 1983    | Marc Deleu        |           |         |
| 1983                                     | 2008    | Pierre Paire      |           |         |
| 2008                                     | 2020    | Paul Deloire      |           |         |
| 2020                                     |         | Serge Reulier     |           |         |

## Démographie
L'évolution du nombre d'habitants est connue à travers les recensements de la population effectués dans la commune depuis 1793. Pour les communes de moins de 10 000 habitants, une enquête de recensement portant sur toute la population est réalisée tous les cinq ans, les populations de référence des années intermédiaires étant quant à elles estimées par interpolation ou extrapolation. Pour la commune, le premier recensement exhaustif entrant dans le cadre du nouveau dispositif a été réalisé en 2007.

En 2022, la commune comptait 1 028 habitants, en évolution de +15,25 % par rapport à 2016 (Loire : +1,32 %, France hors Mayotte : +2,11 %).
| 1793 | 1800 | 1806 | 1821 | 1831 | 1836 | 1841 | 1846 | 1851 |
| ---- | ---- | ---- | ---- | ---- | ---- | ---- | ---- | ---- |
| 600  | 436  | 607  | 632  | 668  | 651  | 655  | 687  | 639  |

| 1856 | 1861 | 1866 | 1872 | 1876 | 1881 | 1886 | 1891 | 1896 |
| ---- | ---- | ---- | ---- | ---- | ---- | ---- | ---- | ---- |
| 734  | 714  | 783  | 712  | 703  | 671  | 656  | 623  | 662  |

| 1901 | 1906 | 1911 | 1921 | 1926 | 1931 | 1936 | 1946 | 1954 |
| ---- | ---- | ---- | ---- | ---- | ---- | ---- | ---- | ---- |
| 603  | 598  | 572  | 510  | 520  | 563  | 624  | 555  | 524  |

| 1962 | 1968 | 1975 | 1982 | 1990 | 1999 | 2006 | 2007 | 2012 |
| ---- | ---- | ---- | ---- | ---- | ---- | ---- | ---- | ---- |
| 481  | 480  | 547  | 696  | 710  | 773  | 802  | 805  | 808  |

| 2017 | 2022  | - | - | - | - | - | - | - |
| ---- | ----- | - | - | - | - | - | - | - |
| 917  | 1 028 | - | - | - | - | - | - | - |

## Lieux et monuments
- L'église Saint-Cyr de Saint-Cyr-de-Favières actuelle date du XIXe siècle de style néogothique et est en pierre rouge : elle a conservé des fresques du XVIe siècle (classées monument historique) par l'arrêté du 29 janvier 1964[18]) dans la sacristie (qui correspond au chœur de l'ancienne église).
- Église Saint-Roch de l'Hôpital-sur-Rhins.
- Le presbytère date de 1636.
- La mairie est du XVIIIe siècle et possède un salon de style Louis XV à boiseries.
- Un pigeonnier carré de type roannais.
- La ferme de Cucurieux, est un ancien manoir du XVIe siècle.
- Le château de Villon est devenu gîte-étape.
- Ancien relais de poste à l'Hôpital-sur-Rhins.

## Ressources et productions
- Pâturages
- Vignes
- Bovins
- Volailles